# Luftflotte 2

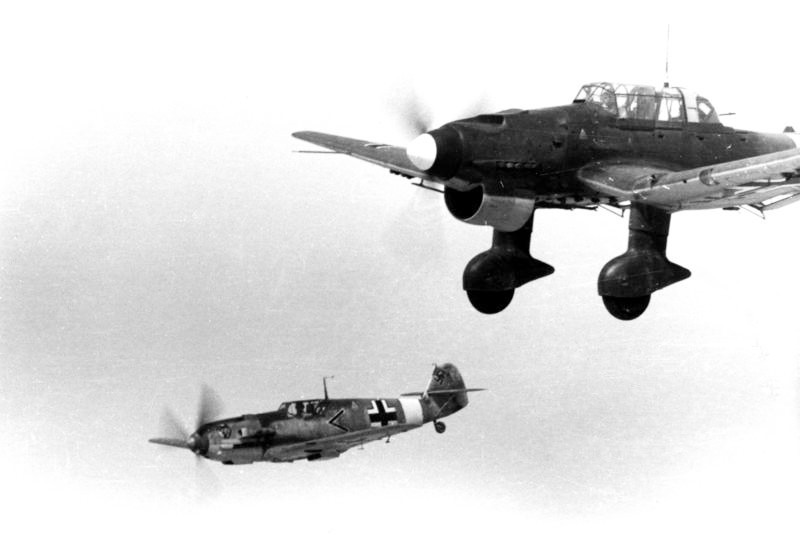

Luftflotte 2 var en tysk flygarmé under andra världskriget.

## Slaget om Storbritannien

### Organisation
Luftflottens organisation den 13 augusti 1940.
- I. Fliegerkorps (Generaloberst Ulrich Grauert), Beauvais
- II. Fliegerkorps (General der Flieger Bruno Lörzer), Gent.
- 9. Flieger-Division (Generalmajor Joachim Coeler), Soesterberg.
- Jagdfliegerführer 2 Wissant, (Generalmajor Theodor "Theo" Osterkamp),
- Nachtjagd-Division
- Luftgau-Kommando VI
- Luftgau-Kommando XI
- Luftgau-Kommando Belgien-Nordfrankreich
- Luftgau-Kommando Holland
- II. Flak-Korps

## Operation Barbarossa
Förbandet sattes in för att understödja armégrupp Mitte.

### Organisation
Luftflottens organisation den 21 juni 1941.
- II. Fliegerkorps
- VIII. Fliegerkorps
- I. Flak-Korps
- Luftgau-Kommando II
- Feldluftgau-Kommando z.b.V. 2
- Feldluftgau-Kommando z.b.V. 20

## Medelhavet och Nordafrika

### Organisation
Luftflottens organisation den 21 juni 1941.
- II. Fliegerkorps
- X. Fliegerkorps
- Fliegerführer Afrika
- Lufttransportführer Mittelmeer
- Seenotdienstführer 2
- Luftgau Südost
- Kommandierende General der Deutschen Luftwaffe in Italien

## Befälhavare
Luftflottans befälhavare:
- General der Flieger Hellmuth Felmy   (1 Sep 1939 - 12 Jan 1940)
- Generalfeldmarschall Albert Kesselring (12 Jan 1940 - 11 June 1943)
- Generalfeldmarschall Wolfram von Richthofen   (11 June 1943 - 27 Sep 1944)